# Емерик Деренчин
Емерик Деренчин (средина 15. века – након 1493) је био хрватско-далматинско-славонски бан.

## Биографија
Године 1492. именован је сењским капетаном. Следеће године је као бан принудио Бернардина Франкопана да напусти Сењ, а затим га са субаном Ботом опседао у брињском граду Соколцу. Након продора турских снага под Јакуб-пашом из Босне у Хрватску и Словенију, прикупио је бандерије хрватског племства и наоружане сељаке у намери да Турке сачека и туче. Одбио је Јакубову понуду да га пропусти уз откуп. У бици на Крбавском пољу тучен је 9. септембра исте године. У бици је заробљен и одведен у Анадолију. Умро је у турском заробљеништву. 